# Харбор-Блафс (Флорида)
Харбор-Блафс (англ. Harbor Bluffs) — статистически обособленная местность, расположенная в округе Пинеллас (штат Флорида, США) с населением в 2807 человек по статистическим данным переписи 2000 года.

## География
По данным Бюро переписи населения США статистически обособленная местность Харбор-Блафс имеет общую площадь в 2,59 квадратных километров, из которых 1,81 кв. километров занимает земля и 0,78 кв. километров — вода. Площадь водных ресурсов округа составляет 30,12 % от всей его площади.
Статистически обособленная местность Харбор-Блафс расположена на высоте 3 м над уровнем моря.

## Демография
| Год переписи        | Нас. |  | %±   |
| ------------------- | ---- |  | ---- |
| 1990                | 2659 |  | —    |
| 2000                | 2807 |  | 5,6% |
| 1990–2000 Источник: |      |  |      |

По данным переписи населения 2000 года в Харбор-Блафс проживало 2807 человек, 876 семей, насчитывалось 1186 домашних хозяйств и 1251 жилой дом. Средняя плотность населения составляла около 1083,78 человек на один квадратный километр. Расовый состав населённого пункта распределился следующим образом: 97,04 % белых, 0,11 % — чёрных или афроамериканцев, 0,04 % — коренных американцев, 1,57 % — азиатов, 1,00 % — представителей смешанных рас, 0,25 % — других народностей. Испаноговорящие составили 1,96 % от всех жителей статистически обособленной местности.
Из 1186 домашних хозяйств в 25,7 % воспитывали детей в возрасте до 18 лет, 66,4 % представляли собой совместно проживающие супружеские пары, в 5,6 % семей женщины проживали без мужей, 26,1 % не имели семей. 21,8 % от общего числа семей на момент переписи жили самостоятельно, при этом 13,2 % составили одинокие пожилые люди в возрасте 65 лет и старше. Средний размер домашнего хозяйства составил 2,36 человек, а средний размер семьи — 2,76 человек.
Население статистически обособленной местности по возрастному диапазону по данным переписи 2000 года распределилось следующим образом: 19,3 % — жители младше 18 лет, 3,6 % — между 18 и 24 годами, 22,8 % — от 25 до 44 лет, 30,7 % — от 45 до 64 лет и 23,6 % — в возрасте 65 лет и старше. Средний возраст жителей составил 47 лет. На каждые 100 женщин в Харбор-Блафс приходилось 93,1 мужчин, при этом на каждые сто женщин 18 лет и старше приходилось 91,1 мужчин также старше 18 лет.
Средний доход на одно домашнее хозяйство статистически обособленной местности составил 61 397 долларов США, а средний доход на одну семью — 68 000 долларов. При этом мужчины имели средний доход в 49 943 доллара США в год против 30 900 долларов среднегодового дохода у женщин. Доход на душу населения статистически обособленной местности составил 61 397 долларов в год. 3,9 % от всего числа семей в населённом пункте и 5,7 % от всей численности населения находилось на момент переписи населения за чертой бедности, при этом 8,9 % из них были моложе 18 лет и 8,4 % — в возрасте 65 лет и старше.